# Nautilus Head
Das Nautilus Head (in Argentinien Monte Nautilus) ist eine 975 m hoch aufragende Landspitze am nordöstlichen Ausläufer der Pourquoi-Pas-Insel vor der Fallières-Küste des Grahamlands auf der Antarktischen Halbinsel.
Eine erste Vermessung des Kaps nahmen 1936 Teilnehmer der British Graham Land Expedition (1934–1937) unter der Leitung des australischen Polarforschers John Rymill vor. 1948 folgte eine weitere Vermessung durch den Falkland Islands Dependencies Survey. Namensgeber ist das fiktive Unterseeboot Nautilus aus dem Roman 20.000 Meilen unter dem Meer des französischen Schriftstellers Jules Verne.